# João, O Maestro
João, O Maestro é um longa-metragem biográfico brasileiro baseado na carreira como pianista do maestro João Carlos Martins, com direção e roteiro de Mauro Lima.

## Sinopse
Quando criança, João Carlos Martins (Alexandre Nero) era considerado um prodígio do piano, conquistando a fama internacional. Um dia, no entanto, sofre uma paralisia que o impede de tocar. Ele insiste, mas é obrigado a abandonar a música. João Carlos Martins lança-se na política, carreira que traz problemas quando é acusado de fraudes. Ele retorna à vida de pianista, mesmo quando um problema médico retira parte de seus movimentos. Usando apenas uma das mãos, o músico realiza concertos e depois torna-se maestro.

## Elenco
- Alexandre Nero como João Carlos Martins (Adulto)
  - Davi Campolongo como João Carlos Martins (Criança)
  - Rodrigo Pandolfo como João Carlos Martins (Jovem)
  - João Pedro Germanos como João Carlos Martins (Adolescente)
  - João Carlos Martins como ele próprio
- Alinne Moraes como Carmem Valio
- Caco Ciocler como José Kliass
- Fernanda Nobre como Sandra
- Alice Assef como Aida
- Giulio Lopes como José Martins
- Ondina Clais Castilho como Alay
- Caio Laranjeira como José Eduardo
- Matheus Guerra como Ives
- Rennan Rodrigues como José Paulo
- Geytsa Garcia como Marina
- Júnior Lopes como Abelardo
- Neco Vila Lobos como Marido da Secretária
- Benjamin Herchcovitch como Médico
- Domingos Antônio como Policial
- Joca Andreazza como Presidente FIESP
- Rafael Trombeta como Persio
- Gio Gasparini como Secretária Kliass
- Eduardo Guimarães como Vendedor
- Marcelo Laham como Âncora TV

## Recepção

### Críticas dos especialistas
| Críticas profissionais | Críticas profissionais |
| Avaliações da crítica  | Avaliações da crítica  |
| Fonte                  | Avaliação              |
| ---------------------- | ---------------------- |
| Papo de Cinema         | [ 3 ]                  |
| O Globo                | Positiva               |
| Vertentes do Cinema    | [ 5 ]                  |

O site Papo de Cinema deu uma nota moderada (4 de 10) ao filme, dizendo que "um dos grandes problemas de João: O Maestro é realmente a ausência de recorte, a subordinação a uma estrutura falsamente engenhosa – pois os excertos de meninice que ressurgem, volta e meia, não possuem efeito considerável –, mas refém da banalidade. O filme é uma coletânea de lampejos das fases do protagonista".
Mario Abbade, do Globo, teceu o seguinte comentário: "tecnicamente, o diretor Mauro Lima é bem-sucedido ao escolher uma linguagem sóbria, que comunga com o estilo da música clássica de João Carlos Martins. É um filme para ser apreciado pelos olhos e pelos ouvidos".
Fabricio Duque, do Vertentes do Cinema, disse: “João, o Maestro”, do diretor Mauro Lima, vive o limbo entre a sensação e o sentimentalismo; entre a emoção natural da música clássica e o desdobramento ficcional das situações reais, e busca o significado exato, pela literalidade explícita do dicionário, da etimologia semântica da palavra paixão, que se apossa de guisa arrebatadora, entusiástica e obsessiva na impulsividade extra-física do biografado, o pianista João Carlos Martins.

## Principais prêmios e Indicações
O filme recebeu 14 indicações, das quais saiu-se vencedor em 7. 
| Ano  | Prêmio                                 | Categoria                           | Pessoas Indicadas                                      | Resultado | Ref.  |
| ---- | -------------------------------------- | ----------------------------------- | ------------------------------------------------------ | --------- | ----- |
| 2018 | 10º Festival de Cinema da Lapa         | Melhor Filme (júri oficial)         |                                                        | Venceu    | [ 6 ] |
| 2018 | 10º Festival de Cinema da Lapa         | Melhor Filme (júri popular)         |                                                        | Venceu    | [ 6 ] |
| 2018 | 10º Festival de Cinema da Lapa         | Melhor Ator Coadjuvante             | Davi Campolongo                                        | Venceu    | [ 6 ] |
| 2018 | 10º Festival de Cinema da Lapa         | Melhor Som                          | George Saldanha, François Wolf e Armando Torres Junior | Venceu    | [ 6 ] |
| 2018 | 10º Festival de Cinema da Lapa         | Melhor Montagem                     | Bruno Lasevicius e Julia Pechmann                      | Venceu    | [ 6 ] |
| 2018 | 18º Prêmio ABC de Cinematografia       | Melhor Fotografia de Longa-metragem | Paulo Vainer                                           | Indicado  |       |
| 2018 | 18º Prêmio ABC de Cinematografia       | Melhor Som                          | George Saldanha, François Wolf e Armando Torres Junior | Indicado  |       |
| 2018 | 17º Grande Prêmio do Cinema Brasileiro | Melhor Ator                         | Alexandre Nero                                         | Indicado  | [ 7 ] |
| 2018 | 17º Grande Prêmio do Cinema Brasileiro | Melhor Direção de Arte              | Claudio Amaral Peixoto                                 | Indicado  | [ 7 ] |
| 2018 | 17º Grande Prêmio do Cinema Brasileiro | Melhor Maquiagem                    | Emy Sato                                               | Indicado  | [ 7 ] |
| 2018 | 17º Grande Prêmio do Cinema Brasileiro | Melhor Montagem                     | Bruno Lasevicius e Julia Pechman                       | Indicado  | [ 7 ] |
| 2018 | 17º Grande Prêmio do Cinema Brasileiro | Melhor Som                          | George Saldanha, François Wolf e Armando Torres Junior | Venceu    | [ 7 ] |
| 2018 | 17º Grande Prêmio do Cinema Brasileiro | Melhor Trilha-Sonora                | Mauro Lima, Fael Mondego e Fabio Mondego               | Venceu    | [ 7 ] |
| 2018 | Prêmio Contigo! do Cinema Nacional     | Melhor Filme                        |                                                        | Indicado  |       |